# Самбуров Іван Михайлович
Самбуров (Фолкуян) Іван Михайлович (нар. 1905 — 5 жовтня 1943) — учасник Другої світової війни, водолаз-понтонер, рядовий, Герой Радянського Союзу (1943).

## Біографія
Народився в 1905 році в селі Білоусівка Вознесенського району Миколаївської області. Росіянин. Отримав початкову освіту.
У 1927—1929 роках проходив дійсну військову службу в РСЧА. Повторно призваний Миколаївським міськвійськкоматом у 1941 році. На призовному пункті обмінявся документами з Самбуровим І. М. через бажання служити на флоті.
Учасник німецько-радянської війни з серпня 1941 року. Водолаз-понтонер 7-го окремого механізованого понтонно-мостового батальйону 7-ї гвардійської армії Степового фронту червоноармієць І. М. Самбуров особливо відзначився під час форсування річки Дніпро. Оволодівши самостійно ще й спеціальністю моториста, добровільно взявся допомагати найкращому в батальйоні водієві катера єфрейтору Чорному. Протягом 6 діб під вогнем і бомбардуваннями ворога, водив важкий пором, доправляючи танки і артилерію. Забезпечував введення мостових поромів під час наведення першого в смузі фронту мосту через Дніпро. Винахідливими і сміливими маневрами неодноразово виводив катер і пором від бомб під час денних авіаційних нальотів ворожої авіації.
5 жовтня 1943 року. перебуваючи за кермом катера, що тягнув на буксирі пором з танком, під час авіанальоту загинув на бойовому посту від прямого попадання авіабомби а катер.
Похований в селі Радянське Кобеляцького району Полтавської області.

## Нагороди
Указом Президії Верховної Ради СРСР від 20 грудня 1943 року рядовому Самбурову Івану Михайловичу присвоєне звання Героя Радянського Союзу з врученням ордена Леніна і медалі «Золота Зірка».